# 觉罗伊桑阿
觉罗伊桑阿，清朝乾隆年间蒙古名医。
觉罗伊桑阿精通正骨。乾隆年间，以正骨起家，后来家资巨富。被选中隶属于上驷院。收了很多门徒，他授徒的方法与其他人不一样，将笔管削成数段，让徒弟以纸包上，用手摩挲，使其节节都能结合，如果未断，依法接骨，都能奏效。曾多次为禁庭执事人医治跌损之伤，经其医治，很多人都治愈了。相传侍郎齐召南坠马，伤到头，脑出，以牛脬蒙其首，治愈。时有秘方，能立奏效。